# Campionati mondiali di taekwondo a squadre 2017
I Campionati mondiali di taekwondo a squadre 2017 si sono svolti dal 5 al 6 dicembre al Palais des Sports de Treichville di Abidjan, in Costa d'Avorio. È stata la 9ª edizione del torneo, organizzato dalla World Taekwondo.

## Podi
| Evento           | Oro  | Argento       | Bronzo                       |
| Torneo maschile  | Iran | Russia        | Corea del Sud Costa d'Avorio |
| Torneo femminile | Cina | Corea del Sud | Marocco Costa d'Avorio       |
| Torneo misto     | Cina | Russia        | Corea del Sud Messico        |

## Medagliere
| Posiz. | Nazione        | Oro | Argento | Bronzo | Totale |
| ------ | -------------- | --- | ------- | ------ | ------ |
| 1      | Cina           | 2   | 0       | 0      | 2      |
| 2      | Iran           | 1   | 0       | 0      | 1      |
| 3      | Russia         | 0   | 2       | 0      | 2      |
| 4      | Corea del Sud  | 0   | 1       | 2      | 3      |
| 5      | Costa d'Avorio | 0   | 0       | 2      | 2      |
| 6      | Marocco        | 0   | 0       | 1      | 1      |
| 6      | Messico        | 0   | 0       | 1      | 1      |
| Totale | Totale         | 3   | 3       | 6      | 21     |